# Carlos Júnior
Carlos Alberto Carvalho da Silva Júnior, mais conhecido como Carlos Júnior ou apenas Carlos (Santaluz, 15 de agosto de 1995), é um futebolista brasileiro que atua como ponta direita. Atualmente joga no Al Shabab, da Arábia Saudita.

## Carreira

### Atlético Mineiro
Carlos chegou ao Atlético Mineiro com 14 anos e foi destaque em todas as categorias de base pelas quais passou no clube, sempre marcando muitos gols. No dia 10 de agosto de 2013, fez sua estreia pela equipe profissional, em partida contra o Náutico, válida pelo Campeonato Brasileiro.
Em 2014, destacou-se na disputa da Copa São Paulo de Futebol Júnior, marcando 8 gols e se tornando vice-artilheiro do torneio, onde o Atlético atingiu as semifinais. Devido à disputa da Copa Libertadores da América, o técnico Paulo Autuori passou a aproveitar alguns jogadores da base no Campeonato Mineiro, e Carlos foi um deles. Não demorou para marcar seu primeiro gol como profissional, logo na sua quarta partida. Carlos fez o quarto gol na vitória sobre o Villa Nova.
Com o grande número de atletas lesionados, Carlos passou a ter mais oportunidades na equipe titular sob o comando de Levir Culpi. No clássico contra o Cruzeiro, no dia 21 de setembro de 2014, o jogador fez 2 gols na vitória por 3–2, caindo definitivamente nas graças da torcida alvinegra.
No dia 8 de agosto de 2016, o jogador atingiu a marca de 100 partidas com a camisa atleticana, na vitória de 3–1 sobre a Chapecoense, no Independência.

### Internacional (empréstimo)
Em fevereiro de 2017, Carlos foi emprestado ao Internacional por uma temporada, onde usará a camisa 11.
No time colorado, prometeu 22 gols, mas foi muito abaixo do esperado, tendo marcado apenas seis vezes, não permanecendo no Inter. Após o fim do Campeonato Brasileiro, a direção do Internacional divulgou que não tem interesse no atacante para a temporada de 2018, e o mesmo está de retorno ao Atlético Mineiro.

### Paraná (empréstimo)
Após iniciar a temporada de 2018 no Atlético e disputar quatro partidas pelo Campeonato Mineiro, Carlos se juntou ao Paraná por empréstimo em 17 de abril de 2018.
Pelo clube paranaense, o jogador marcou um gol na campanha que terminou com o rebaixamento da equipe no Campeonato Brasileiro de 2018. Contudo, antes mesmo do Campeonato acabar, o jogador foi um dos diversos atletas afastados da equipe pelo treinador Dado Cavalcanti para a temporada seguinte. Seu último jogo foi contra o Vasco da Gama pela 27ª rodada.

### Rio Ave
Em dezembro de 2018, Carlos rescindiu seu contrato com o Atlético e foi anunciado seu acerto com o Vitória de Setúbal, da Primeira Liga de Portugal. Porém, o acerto não foi concretizado devido a problemas burocráticos, e Carlos acabou assinando pelo Rio Ave, também da elite portuguesa.
Pelo clube, em seis meses, o jogador pudera estar em campo por apenas sete jogos, onde marcou um gol. Sua baixa minutagem fez com que a equipe buscasse mais tempo em campo e o emprestou a outra equipe da Primeira Liga.

### Santa Clara
Em julho de 2019, Carlos se transferiu para o Santa Clara.
No time, o brasileiro conseguiu encontrar sua melhor temporada, conquistando espaço na equipe durante o tempo que ficou emprestado. Após duas temporadas cedido ao Santa Clara, Carlos foi definitivamente comprado pela equipe.
Após 30 gols em 83 partidas,[carece de fontes?] o avançado despediu-se da Primeira Liga para atuar no Mundo Árabe.

### Al-Shabab
Em 20 de agosto de 2021, o jogador deixou Portugal para assinar com o Al Shabab Football Club, da Arábia Saudita.
No clube do Campeonato Saudita de Futebol, Carlos continuou com sua fase artilheira marcando 34 gols nas suas duas primeiras temporadas em solo Árabe.[carece de fontes?]
Na terceira época, Carlos tivera um desempenho inferior ao ano anterior, tendo marcado sete gols em 27 partidas. Após isso, o brasileiro, em seu último ano de contrato, deixou a equipe árabe para assinar um empréstimo de uma época com outro time do mesmo país, mas de uma divisão inferior.

### Neom Sports Club (empréstimo)
Em 4 de setembro de 2024, Carlos assinou por empréstimo de uma temporada com o Neom Sports Club, equipe árabe que disputava a Segunda Divisão Saudita.
Na equipe, Carlos voltaria a trabalhar com Péricles Chamusca, seu primeiro treinador na época de Al-Shabab. Além dele, o atacante conviveria com o compatriota Romarinho. Já na segunda partida, tanto Carlos quando seu companheiro brasileiro marcaram um gol na vitória diante o Al-Najma. Este foi o primeiro tento de Júnior na equipe.
Ao longo de sua passagem pela equipe árabe, Carlos mostrou muita qualidade no drible e na velocidade durante toda a época. Firmando-se como uma grande peça ofensiva, o brasileiro contribuiu com 15 gols e três assistências em 28 partidas pelo time. Seu principal jogo ocorreu na goleada diante o Al-Batin, quando Júnior marcou quatro gols na vitória por 7–2 na 28ª rodada.
Estes gols não levaram Carlos a alcançar o topo da artilharia, mas foram essenciais para que o Neom Sports Club se tornasse o campeão da Segunda Divisão e recebesse vaga à Elite do Futebol Saudita. Contudo, o brasileiro tivera de voltar ao Al-Shabab, onde já não tinha sua continuidade garantida. Desse modo, buscou alternativas para continuidade do seu futebol e foi sondado por equipes do Brasil ao fim da época árabe.

## Seleção Brasileira

#### Sub-20
Foi convocado por Alexandre Gallo para o Campeonato Sul-Americano Sub-20 de 2015, porém acabou cortado devido a dores na coxa direita.

## Títulos

#### Atlético Mineiro
- Copa do Brasil: 2014
- Campeonato Mineiro: 2015
- Florida Cup: 2016

#### Neom Sports Club
- Liga Príncipe Mohammad bin Salman: 2024–25

### Individual
- Time da Temporada da Primeira Liga: 2020–21[27]
- Jogador da Rodada da Liga Príncipe Mohammad bin Salman: 28ª rodada de 2025[28]

### Artilharias
- Copa do Rei (Arábia Saudita): 2021–22 (4 gols)